# VEGFB
VEGFB (англ. Vascular endothelial growth factor B) – білок, який кодується однойменним геном, розташованим у людей на короткому плечі 11-ї хромосоми. Довжина поліпептидного ланцюга білка становить 207 амінокислот, а молекулярна маса — 21 602.
| 10         |  | 20         |  | 30         |  | 40         |  | 50         |
| ---------- |  | ---------- |  | ---------- |  | ---------- |  | ---------- |
| MSPLLRRLLL |  | AALLQLAPAQ |  | APVSQPDAPG |  | HQRKVVSWID |  | VYTRATCQPR |
| EVVVPLTVEL |  | MGTVAKQLVP |  | SCVTVQRCGG |  | CCPDDGLECV |  | PTGQHQVRMQ |
| ILMIRYPSSQ |  | LGEMSLEEHS |  | QCECRPKKKD |  | SAVKPDRAAT |  | PHHRPQPRSV |
| PGWDSAPGAP |  | SPADITHPTP |  | APGPSAHAAP |  | STTSALTPGP |  | AAAAADAAAS |
| SVAKGGA    |  |            |  |            |  |            |  |            |

A: Аланін

C: Цистеїн

D: Аспарагінова кислота

E: Глутамінова кислота

G: Гліцин

H: Гістидин

I: Ізолейцин

K: Лізин

L: Лейцин

M: Метіонін

P: Пролін

Q: Глутамін

R: Аргінін

S: Серин

T: Треонін

V: Валін

W: Триптофан

Кодований геном білок за функціями належить до факторів росту, мітогенів. 
Задіяний у такому біологічному процесі, як альтернативний сплайсинг. 
Білок має сайт для зв'язування з молекулою гепарину. 
Секретований назовні.